# Bandeira Cruz de Borgonha

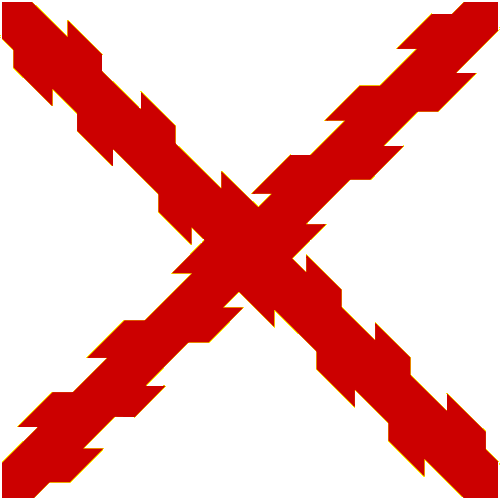

A Bandeira Cruz de Borgonha (em castelhano:  Cruz de Borgoña) foi utilizada pela Espanha em 1506-1701 como insígnia naval e até 1843 como bandeira de guerra em terra.
Representa a cruz em que Santo André foi crucificado. Foi escolhida por Filipe I de Castela depois do seu casamento com Joana I de Castela, pois era o símbolo da Casa de sua mãe, Maria, Duquesa da Borgonha.
Desde o Imperador Carlos I de Espanha, os diferentes exércitos usaram a bandeira com a Cruz de Borgonha sobre diferentes fundos. No entanto, o fundo oficial foi sempre o branco. Em 1785, Carlos III de Espanha decidiu mudar a bandeira devido a semelhanças com a Cruz de São Jorge Inglesa, decisão essa que causou alguma dissensão na Marinha Espanhola.
Durante a Colonização espanhola das Américas, a Cruz de Borgonha serviu de bandeira aos Vice-Reis do Novo Mundo.      